# Décès en 1886
Décès
- 1882
- 1883
- 1884
- 1885
- 1886
- 1887
- 1888
- 1889
- 1890

Cet article présente une liste de personnalités mortes au cours de l'année 1886.

Les mois de l'année font également l'objet de listes spécifiques :

## Décès par mois

### Inconnu
- Antonio Bignoli, peintre italien (° 26 mars 1812).
- Théophile-Victor de Chevron Villette, homme politique français (° 16 août 1806).
- Ferdinando Cicconi, peintre italien (° 1831).
- Katakura Kuninori, samouraï japonais (° 1818).
- Antoine-Joseph Lavigne, hautboïste français (° 23 mars 1816).
- Ma Zhan'ao, général chinois (° 1830).
- Mouhammad Moubazar ud-din Khan, prince moghol (° ?).
- Mow-way, chef comanche (° ?).
- Nguyễn Văn Tường, mandarin annamien (° 1824).
- François Riss, peintre russe (° 6 décembre 1804).
- Général Rustum, général et homme politique tunisien (° vers 1820).
- Nusserwanji Tata, négociant indien (° 1822).
- Philippe Van der Haeghen, historien et philologue belge (° 24 février 1825).

### Janvier
- ? janvier : Malamine Camara, sous-officier de l’infanterie coloniale (° vers 1850).
- 1er janvier :
  - Robert Chambers, homme politique canadien (° 17 mars 1809).
  - Vittorio Imbriani, écrivain italien (° 27 octobre 1840).
  - Édouard Réveil, homme politique français (° 12 juillet 1799).
- 2 janvier : Alexandrine Martin, artiste peintre et pastelliste française (° 30 août 1816).
- 3 janvier : Gaetano Chierici, préhistorien et archéologue italien (° 24 septembre 1819).
- 4 janvier :
  - Amédée Dechambre, médecin français (° 12 janvier 1812).
  - Piotr Tkatchev, révolutionnaire russe (° 11 juillet 1844).
- 5 janvier : Ernest Panckoucke, imprimeur, libraire et éditeur français (° 4 décembre 1808).
- 6 janvier :
  - Adhémar Barré de Saint-Venant, ingénieur, physicien et mathématicien français (° 23 août 1797).
  - Alfred de Falloux, historien et homme politique français (° 8 mai 1811).
  - Charles Gilbert-Boucher, magistrat et homme politique français (° 29 mai 1819).
- 7 janvier :
  - Richard Dadd, peintre anglais (° 1er août 1817).
  - Léon Gaucherel, graveur et peintre français (° 21 mai 1816).
  - John Morris, géologue britannique (° 19 février 1810).
- 8 janvier : Juan María Guelbenzu, pianiste et compositeur espagnol (° 27 décembre 1819).
- 9 janvier :
  - Joseph Elmaleh, rabbin marocain (° 1809).
  - James Fergusson, architecte et historien écossais (° 22 janvier 1808).
  - Émile Vautier, militaire belge (° 14 juillet 1821).
- 10 janvier :
  - Benjamin F. Conley, homme politique américain (° 1er mars 1815).
  - Adrien de Lavalette, journaliste et entrepreneur français (° 5 janvier 1813).
- 11 janvier :
  - Pema Kunzang Chogyal, tulkou tibétain (° 1854).
  - Azusa Ono, juriste et homme politique japonais (° 10 mars 1852).
- 13 janvier :
  - Jules Barrême, avocat et haut-fonctionnaire français (° 25 avril 1839).
  - Cesare Bertea, homme politique italien (° 28 juin 1823)
- 14 janvier :
  - Karl Emil Lischke, juge et malacologiste allemand (° 30 décembre 1813).
  - Jean-Marie Reignier, peintre français (° 3 août 1815).
  - Paul-Charles-Louis-Philippe de Ségur, homme politique français (° 25 avril 1809).
- 15 janvier : 
  - Henning Hamilton, aristocrate et homme politique suédois (° 16 janvier 1814).
  - Abel-François Lucas, peintre français (° 8 juillet 1813).
- 16 janvier :
  - Adolphe Favre, journaliste, poète, écrivain et dramaturge français (° 1er mai 1808).
  - Henri-Jean Lefortier, peintre français (° 2 octobre 1819).
  - Amilcare Ponchielli, compositeur italien (° 1er septembre 1834).
- 17 janvier :
  - Paul Baudry, peintre français (° 7 novembre 1828).
  - Louis Ganne, homme politique français (° 26 février 1815).
  - Bernhard von Neher, peintre allemand (° 16 janvier 1806).
  - Eduard Oscar Schmidt, naturaliste allemand (° 21 février 1823).
  - Jacques Philippe Henri Usquin, militaire français, professeur français (° 10 mai 1810).
- 18 janvier :
  - Adolphe-Félix Gatien-Arnoult, homme politique français (° 30 octobre 1800).
  - Gyula Rochlitz, architecte hongrois (° 5 décembre 1825).
  - Josef Tichatschek, chanteur d'opéra allemand (° 11 juillet 1807).
  - Baldassare Verazzi, peintre italien (° 6 janvier 1819).
- 19 janvier :
  - Paul Foubert, homme politique français (° 21 mai 1812).
  - Victor Frerejean, maître de forges français (° 31 octobre 1802).
  - Guillaume Joseph Gabriel de La Landelle, officier de marine et romancier français (° 5 mars 1812).
  - Camille Lebrun, écrivaine française (° 1er mai 1805).
  - Jean Louis Henri Villain, homme politique français (° 27 décembre 1819).
- 21 janvier :
  - Jules d'Aoust, compositeur et homme politique français (° 16 mars 1817).
  - Léon Dombre, ingénieur français (° 25 octobre 1804).
  - George T. Kingston, météorologue canadien d'origine britannique (° 5 octobre 1816).
  - Joseph-Charles-Maurice Mathieu de La Redorte, homme politique français (° 20 mars 1803).
- 22 janvier :
  - Onésime Joachim Troude, officier de marine français et historien de la marine nationale française (° 31 janvier 1807).
- 23 janvier :
  - Prosper Bressant, comédien français (° 24 octobre 1815).
  - Hippolyte Charamaule, homme politique français (° 13 avril 1794).
  - William Drummond (7e vicomte Strathallan), homme politique écossais (° 5 mars 1810).
  - François Saint-Amand, écrivain français (° 7 décembre 1824).
- 24 janvier :
  - Walter Burrell (5e baronnet), avocat et homme politique anglais (° 26 octobre 1814).
  - Rosaline-Théodorine Thiesset dite mademoiselle Théodorine, puis Madame Mélingue, actrice française (° 24 décembre 1813).
  - Ilia Nikolaïevitch Oulianov, haut fonctionnaire russe de l'éducation et le père, entre autres, d'Alexandre et de Vladimir Oulianov dit Lénine (° 31 juillet 1831).
  - Sebastiano Tecchio, avocat et homme politique italien (° 3 janvier 1807).
- 25 janvier :
  - Rodolphe-Ernest de Fontarèches, homme politique français (° 1796).
  - Pierre Goguet, notaire et homme politique français (° 12 mai 1830).
  - Jules Guérin, médecin belge (° 11 mars 1801).
  - Benjamín Vicuña Mackenna, historien, écrivain et homme politique chilien (° 25 août 1831).
- 26 janvier :
  - David Rice Atchison, homme politique américain (° 11 août 1807).
  - Armand Baschet, littérateur, journaliste et polémiste français (° 1er décembre 1829).
  - Lev Lvovitch Kamenev, peintre paysagiste russe (° 1833 ou 1834).
  - Philippe-Joseph-Emmanuel de Smyttère, botaniste et historien français (° 19 janvier 1800).
- 27 janvier :
  - Henri Bonnerot, homme politique français (° 31 mai 1838).
  - Alfred de Clebsattel, avocat et homme politique français (° 6 mai 1807).
  - John Rous, militaire et noble britannique (° 13 février 1794).
- 28 janvier :
  - Simon Ramagni, agent maritime et homme politique français (° 7 mars 1807).
  - Piotr Petrovitch Verechtchaguine, peintre paysagiste russe (° 26 janvier 1834).
- 29 janvier : 
  - Joseph Bachelier, général de brigade français (° 9 janvier 1810).
  - Gustav von Wartensleben, militaire et chambellan allemand (° 20 avril 1796).
- 30 janvier :
  - Gustave Chouquet, musicologue, librettiste, critique musical et conservateur de musée français (° 16 avril 1819).
  - Gédéon de Forceville, sculpteur français (° 12 février 1799).

### Février
- ? février : Jacques Baumier, architecte français (° 1824).
- 1er février :
  - Philibert Bellemain, architecte français (° 29 juin 1822).
  - Plantagenet Cary (11e vicomte Falkland), amiral britannique (° 8 septembre 1806).
  - Juan Esteban Pedernera, homme politique argentin (° 25 décembre 1796).
  - Wilmot Gibbes de Saussure, homme politique américain (° 23 juillet 1822).
- 2 février :
  - Léopold d'Anhalt, aristocrate allemand (° 18 juillet 1855).
  - Heinrich Fischer, zoologiste et mineralogiste allemand (° 19 décembre 1817).
  - David Hunter, général américain (° 21 juillet 1802).
- 3 février :
  - Joseph Doutre, écrivain et homme politique canadien (° 11 mars 1825).
  - Marcus Kann, joueur d'échecs austro-hongrois (° 1820).
  - Pierre Loison, sculpteur français (° 5 juillet 1816).
  - Jean Pirro, linguiste français (° 24 décembre 1813).
- 4 février :
  - Charles Raymond de Saint-Vallier, homme politique français (° 12 septembre 1833).
  - Hans Victor von Unruh, homme politique allemand (° 28 mars 1806).
- 5 février : Richard Robert Madden, médecin et écrivain irlandais (° 22 août 1798).
- 6 février : Alexandre Lauwick, peintre français (° 24 mars 1823).
- 7 février : Alessandro Raffaele Torlonia, banquier italien (° 1er janvier 1800).
- 8 février :
  - Ivan Aksakov, homme de lettres russe fondateur du mouvement slavophile (° 8 octobre 1823).
  - Adolphe Assi, ouvrier mécanicien et homme politique français (° 28 avril 1841).
  - Samuel Kleinschmidt, missionnaire et linguiste allemand (° 27 février 1814).
- 9 février :
  - Auguste Hadamard, peintre français (° 2 décembre 1823).
  - Winfield Scott Hancock, général et homme politique américain (° 14 février 1824).
- 10 février :
  - Henry Bradshaw, bibliothécaire britannique (° 2 février 1831).
  - Edward Edwards, bibliothécaire britannique (° 14 décembre 1812).
  - Athanase Fouché, aristocrate français (° 25 juin 1801).
  - Giovanni Battista De Nobili, homme politique italien (° 1824).
  - Enno von Colomb, militaire et écrivain allemand (° 31 août 1812)
- 11 février :
  - Adolphe Desbarrolles, artiste et chiromancien français (° 22 août 1801).
  - Bernardo Gaviño, matador espagnol (° 20 août 1812).
  - Carl Johan Malmsten, mathématicien et homme politique suédois (° 9 avril 1814).
- 12 février :
  - Charles Cabot, auteur dramatique, chansonnier et écrivain français (° 1806).
  - Randolph Caldecott, illustrateur britannique (° 22 mars 1846).
  - Auguste de Cornulier de La Lande, homme politique français (° 23 septembre 1812).
  - Charles Expilly, écrivain, journaliste et administrateur français (° 8 septembre 1814).
  - Pierre-Henri Gérault de Langalerie, évêque francais (° 20 février 1834).
  - Jules Jamin, physicien français (° 31 mai 1818).
  - Horatio Seymour, homme politique américain (° 31 mars 1810).
- 13 février : Ernest de Steenhault de Waerbeek, homme politique belge (° 5 octobre 1815).
- 14 février : George Weld-Forester, homme politique britannique (° 10 mai 1807).
- 15 février :
  - Robert Adair (1er baron Waveney), homme politique britannique (° 25 août 1811).
  - Edward Cardwell (1er vicomte Cardwell), homme politique britannique (° 24 juillet 1813).
  - Gustave Morin, peintre français (° 18 avril 1809).
- 16 février : Albert Küchler, peintre danois (° 2 mai 1803).
- 17 février : 
  - Léon Désiré Alexandre, peintre français (° 11 mars 1817).
  - Jean-Baptiste Daveloose, peintre belge (° 3 octobre 1807).
- 18 février :
  - Melchior Barthès, pharmacien, botaniste et poète français (° 11 janvier 1818).
  - Leopold Hermann von Boyen, général allemand (° 6 juin 1811).
  - Herman-Louis-Bernard-Ernest de Calouin de Tréville, militaire et homme politique français (° 28 février 1802).
- 19 février :
  - Joseph Matthäus Aigner, portraitiste austro-hongrois (° 18 janvier 1818).
  - Prosper Giquel, officier de marine français (° 20 novembre 1835).
  - Grégoire Georges Ypsilantis, diplomate grec (° 17 septembre 1835).
  - Jacques-Émile Lafon, peintre français (° 26 janvier 1817).
- 20 février :
  - Eugène Delaporte, musicien français (° 21 février 1818).
  - Nathaniel Philippe Sander, lexicographe français (° vers 1806).
- 21 février :
  - Alexis Lavigne, modéliste français (° 22 mars 1812).
  - Louis Vagnat, peintre français (° 16 février 1841).
- 23 février : Alfred Vilain XIIII, homme politique belge (° 7 mai 1810).
- 24 février : 
  - Étienne Louis Chastel, pasteur et historien suisse (° 11 juillet 1801).
  - Peter Gow, homme politique canadien (° 20 novembre 1818).
  - Jules Le Berquier, avocat français (° 24 mars 1819).
  - Salvator Zabban, journaliste français (° vers 1810).
- 25 février :
  - Katherine Sophia Kane, botaniste britannique (° 11 mars 1811).
  - César de Faÿ de La Tour-Maubourg, homme politique français (° 22 juillet 1820).
  - Victor Navlet, peintre français (° 8 novembre 1819).
  - Gaetano Sacchi, militaire et homme politique italien (° 6 décembre 1824).
- 26 février :
  - Constantin D. Moruzi, boyard russe (° 1816 ou 1819).
  - Georges François Léopold Menu, chanteur français (° 22 janvier 1845).
- 27 février :
  - Francisco Gómez Palacio y Bravo, homme politique mexicain (° 29 mai 1824).
  - Jean-Baptiste Lelièvre, homme politique français (° 14 mars 1819).
- 28 février :
  - Marc Bonnehée, baryton français (° 2 avril 1828).
  - Calixte Bournat, homme politique français (° 4 octobre 1814).
  - Édouard Morren, botaniste belge (° 2 décembre 1833).
  - Charles William Peach, naturaliste et géologue britannique (° 30 septembre 1800).

### Mars
- 1er mars :
  - Otto von Corvin, journaliste allemand (° 12 octobre 1812).
  - Charles-Joseph Lecointe, peintre français (° 24 février 1823).
- 2 mars : John Cooper Forster, médecin britannique (° 13 novembre 1823).
- 3 mars :
  - Angelo Jacobini, cardinal italien (° 25 avril 1825).
  - William McDougall, homme politique canadien (° 1831).
- 4 mars : 
  - Pierre-Gaston Jourdain, peintre françains (° 7 avril 1844).
  - Vicente García González, général cubain (° 23 janvier 1833).
- 5 mars :
  - Jean Durand de Villers, général français (° 27 décembre 1814).
  - Henry Morris Naglee, général américain (° 15 janvier 1815).
- 6 mars : 
  - Charles Jeannel, philosophe et écrivain français (° 4 février 1809).
  - Julia Evelina Smith, militante américaine (° 27 mai 1792).
- 8 mars :
  - Auguste Gougeard, général et homme politique français (° 15 novembre 1827).
  - Jean Langlois, homme politique canadien (° 16 février 1824).
  - John Franklin Miller, général et homme politique américain (° 21 novembre 1831).
- 9 mars :
  - William Smith Clark, chimiste américain (° 31 juillet 1826).
  - Eugène Jeanmaire, homme politique français (° 17 juillet 1808).
- 10 mars : Friedrich Karl Hausmann, peintre allemand (° 23 septembre 1825).
- 11 mars :
  - Léonce Angrand, diplomate, dessinateur et collectionneur français (° 8 août 1808).
  - Franz Antoine, jardinier austro-hongrois (° 23 février 1815).
  - Éloy Ernest Forestier de Boinvilliers, avocat et homme politique français (° 28 novembre 1799).
- 12 mars :
  - Alfred Frédéric Philippe Auguste Napoléon Ameil, général français (° 8 novembre 1810).
  - Joseph de Riquet de Caraman, homme politique belge (° 20 août 1808).
- 15 mars :
  - Georges Dampt, homme de lettres français (° 1858).
  - Jean Firmin Darnaud, homme politique français (° 12 mars 1796).
  - Michael Hahn, homme politique américain (° 24 novembre 1830).
  - William Irwin, homme politique américain (° 12 juillet 1827).
  - Henry Pelham, homme politique britannique (° 25 août 1804).
  - Edward Tuckerman, botaniste américain (° 7 décembre 1817).
  - James Iredell Waddell, militaire américain (° 3 juillet 1824).
- 16 mars :
  - William Landsborough, explorateur écossais (° 21 février 1825).
  - Julie Lavergne, écrivaine française (° 19 décembre 1823).
- 17 mars :
  - Louis Bordèse, compositeur français (° 1815).
  - Louis Marie Alphonse Depuiset, entomologiste français (° 20 septembre 1822).
  - Pierre-Jules Hetzel, éditeur, auteur et homme politique français (° 15 janvier 1814).
  - Leopold Zunz, rabbin et homme politique allemand (° 10 août 1794).
- 18 mars : 
  - Alexandre Okinczyc, médecin français (° 28 janvier 1839).
  - Jean Alexandre Vaillant, linguiste et militant politique franco-roumain (° 28 octobre 1804).
- 20 mars :
  - Alfred Assollant, romancier français (° 20 mars 1827).
  - Thomas Spencer Cobbold, médecin britannique (° 28 mai 1828).
  - Thomas Costes, homme politique français (° 9 janvier 1813).
  - Gaspard Launois, homme politique français (° 7 janvier 1806).
- 21 mars :
  - Albert Brandenburg, homme politique français (° 23 janvier 1835).
  - Friedrich von Spankeren, homme politique allemand (° 23 avril 1804).
- 22 mars :
  - François Fialeix, maître-verrier français (° 9 février 1818).
  - Gustave Hansotte, architecte belge (° 25 mai 1827).
- 23 mars :
  - René de Cornulier, amiral et homme politique français (° 15 avril 1811).
  - Pèdre Moisant, archéologue et collectionneur français (° 5 septembre 1805).
  - Léon Vimal-Dessaignes, homme politique français (° 16 avril 1812).
- 24 mars : Germain Célestin Édouard Fournié, médecin français (° 4 mars 1833).
- 25 mars : 
  - Samuel Ward Francis, médecin et inventeur américain (° 26 décembre 1835).
  - Marie-Thérèse de Modène, princesse austro-hongroise (° 14 juillet 1817).
- 26 mars :
  - William Amherst, homme politique britannique (° 3 septembre 1805).
  - Antonio Bignoli, peintre italien (° 26 mars 1812).
  - Michel Kleczkowski, sinologue français (° 28 février 1818).
  - Juan Serrano Oteiza, écrivain et journaliste espagnol (° 6 mai 1837).
- 27 mars : 
  - Henri Forneron, historien français (° 10 novembre 1834).
  - Julian Schmidt, historien littéraire allemand (° 7 mars 1818).
- 28 mars : Robert Caze, écrivain et poète suisse (° 3 janvier 1853).
- 29 mars :
  - Étienne Ancelon, homme politique français (° 19 mai 1806).
  - Théodore Lissignol, homme politique suisse (° 25 janvier 1820).
  - Gustavo Mazè de la Roche, général et homme politique italien (° 27 juillet 1824).
- 30 mars :
  - Ellen Harding Baker, astronome et professeur américaine (° 8 juin 1847).
  - Jean-Joseph Charlier, révolutionnaire belge (° 4 avril 1794).
  - Joseph-Alfred Mousseau, homme politique canadien (° 17 juillet 1837).
- 31 mars :
  - Edward Douglas-Pennant, homme politique britannique (° 20 juin 1800).
  - Marie Heilbron, soprano belge (° 5 mai 1851).
  - Victor Paillard, bronzier français (° 14 novembre 1805).
  - Jean Louis Protche, ingénieur italien (° 19 mars 1818).
  - Amos Wright, homme politique canadien (° 24 novembre 1809).
  - Joseph Bohdan Zaleski, poète polonais (° 14 février 1802).

### Avril
- 1er avril :
  - Carlo Gemelli, historien et bibliothécaire italien (° 4 septembre 1811).
  - Auguste Le Provost de Launay, homme politique français (° 25 janvier 1823).
- 4 avril :
  - Evgueni Lanceray, sculpteur russe (° 24 août 1848).
  - Alexandre Lecamus, homme politique français (° 4 avril 1807).
- 5 avril : 
  - Andrea Caronti, bibliothécaire italien (° 27 juin 1798).
  - Séverin Robert, ouvrier et syndicaliste français (° 20 mars 1840).
- 6 avril :
  - Mardochée Aby Serour, rabbin et explorateur marocain (° 1826).
  - « Desperdicios » (Manuel Domínguez dit), matador espagnol (° 27 février 1816).
  - William Edward Forster, homme politique britannique (° 11 juillet 1818).
  - Théodore Ritter, compositeur et pianiste français (° 5 avril 1840).
  - Wriothesley Russell, chanoine britannique (° 11 mai 1804).
- 7 avril : Apollinaire Bouchardat, médecin, pharmacien et hygiéniste français (° 23 juillet 1806).
- 8 avril :
  - Ferdinand Heinrich Müller, historien, géographe allemand (° 2 mai 1805).
  - Frances Polidori, modèle italienne (° 27 avril 1800).
- 9 avril :
  - Gustave d'Eichthal, écrivain et ethnologue français (° 22 mars 1804).
  - Gian Pietro Porro, explorateur italien (° 20 novembre 1844).
- 10 avril : Agostino Bertani, médecin et homme politique italien (° 19 octobre 1812).
- 11 avril : Prosper-Antoine Payerne, médecin, pharmacien et ingénieur français (° 27 février 1806).
- 13 avril :
  - Anthony Ashley-Cooper, homme politique britannique (° 27 juin 1831).
  - Anna Louisa Geertruida Bosboom-Toussaint, écrivaine néerlandaise (° 16 septembre 1812).
  - Joseph Bradford, dramaturge américain (° 24 octobre 1843).
  - John Humphrey Noyes, prédicateur américain (° 3 septembre 1811).
  - Ricardo Gaitán Obeso, homme politique colombien (° 27 mai 1851).
- 15 avril :
  - Ferdinand Gagnon, journaliste américain (° 8 juin 1849).
  - David Khloudov, entrepreneur et bienfaiteur russe (° 1822).
  - Anthelme Roselli-Mollet, homme politique américain (° 12 février 1796).
- 16 avril : Jean-Baptiste Rombaux, ingénieur belge (° 2 mars 1817).
- 17 avril : 
  - John Ash, homme politique canadien (° 1821).
  - Hippolyte de Cornulier-Lucinière, homme politique français (° 17 juillet 1809).
- 18 avril : 
  - Adolphe Blanchard, avocat et homme politique français (° 22 février 1811).
  - David Thompson, homme politique canadien (° 7 décembre 1836).
- 19 avril : 
  - Gabriel Charmes, journaliste et explorateur français (° 7 novembre 1850).
  - August Wilhelm von Horn, General der Infanterie allemand (° 18 février 1800).
- 20 avril :
  - Louis Melsens, physicien et chimiste belge (° 11 juillet 1814).
  - Charles de Montholon-Sémonville, diplomate français (° 24 novembre 1814).
- 22 avril : Alice Renaud, comédienne et soprano belge (° 12 juillet 1855).
- 24 avril : 
  - Eugénie Gautier, peintre française (° 8 juillet 1813).
  - Charles Vivian, homme politique britannique (° 24 décembre 1808).
- 25 avril : Eugène Isabey, peintre français (° 22 juillet 1803).
- 26 avril : Duncan McLaren, homme politique britannique (° 12 janvier 1800).
- 27 avril :
  - Antoine Blondel, homme politique français (° 16 novembre 1795).
  - Henry Hobson Richardson, architecte américain (° 29 septembre 1838).
- 28 avril : Louis Gobbaerts, pianiste et compositeur belge (° 23 septembre 1835).
- 30 avril : Joseph Lemoine, peintre français (° 27 juillet 1830).

### Mai
- 1er mai :
  - Léon Boyer, polytechnicien et ingénieur des ponts et chaussées français (° 23 février 1851).
  - Léontine Tacussel, peintre française (° 14 septembre 1818).
- 2 mai : Hermann Kletke, journaliste allemand (° 14 mars 1813).
- 3 mai :
  - Isabella Braun, écrivaine allemande (° 12 décembre 1815).
  - Mary Ewing Outerbridge, joueuse de tennis américaine (° 9 mars 1852).
- 4 mai : Jean-François Jamot, évêque canadien (° 23 juin 1828).
- 5 mai :
  - Joseph Albert, photographe et inventeur allemand (° 5 mars 1825).
  - Auguste Honnore, homme politique français (° 29 septembre 1836).
  - Henri Legrand du Saulle, psychiatre français (° 16 avril 1830).
  - Gabriel René Paul, militaire américain (° 22 mars 1813).
  - Louis Vautrey, historien suisse (° 22 mars 1813).
- 6 mai : 
  - Anatole Le Guillois, journaliste français (° 4 mai 1827).
  - Georges Merle, peintre français (° 18 avril 1851).
- 7 mai :
  - Timothy Richards Lewis, médecin britannique (° 31 octobre 1841).
  - Jean-Baptiste Ninard, homme politique français (° 11 mars 1824).
  - François Pollen, naturaliste néerlandais (° 8 janvier 1842).
- 8 mai : Ferdinand Siebigk, archiviste allemand (° 8 février 1823).
- 9 mai : Jules Joseph Onfroy, homme politique français (° 18 janvier 1808).
- 10 mai :
  - Francesco de Bourcard, éditeur et homme de lettres italien (° 23 mars 1821).
  - Friedrich Wasmann, peintre allemand (° 8 août 1805).
- 13 mai : Luisa Carlota Manuela de Godoy, aristocrate espagnole (° 7 octobre 1800).
- 15 mai : Emily Dickinson, poètesse américaine (° 10 décembre 1830).
- 16 mai :
  - Mathilde Kindt, romancière belge (° 16 juin 1833).
  - Gabrielle Soumet, poétesse et écrivaine française (° 17 mars 1814).
  - Ambroise Verschaffelt, horticulteur belge (° 11 décembre 1825).
- 17 mai :
  - John Deere, industriel américain (° 7 février 1804).
  - Thomas Erskine May, homme politique britannique (° 8 février 1815).
  - Josef Haltrich, enseignant, pasteur et folkloriste austro-hongrois (° 22 juillet 1822).
- 19 mai :
  - Lucius Seth Huntington, homme politique canadien (° 26 mai 1827).
  - Jean Auguste Marc, illustrateur français (° 12 juillet 1818).
- 21 mai :
  - Stephen Pearl Andrews, anarchiste américain (° 22 mars 1812).
  - Pierre Le Breton, évêque français (° 25 avril 1805).
  - Charles Jules Adolphe Thanaron, marin français (° 7 juillet 1809).
- 23 mai :
  - Heinrich Auspitz, médecin et dermatologue autrichien (° 2 septembre 1835).
  - Léon-Joseph Billotte, peintre français (° 28 septembre 1815)
  - Adriano Cecioni, peintre et sculpteur italien (° 26 juillet 1836).
  - Karl Daubigny, peintre français (° 9 juin 1846).
  - Pierre-Édouard Frère, peintre et graveur lithographe français (° 10 janvier 1819).
  - Eugène de Lonlay, chansonnier et compositeur français (° 6 mars 1815).
  - Leopold von Ranke, historien allemand (° 21 décembre 1795).
- 24 mai :
  - Franceline Ribard, ophtalmologue française (° 29 novembre 1851).
  - Georg Waitz, historien allemand (° 9 octobre 1813).
- 25 mai :
  - Nicola Botta, homme politique italien (° 9 août 1834).
  - Louis Auguste Boudet, homme politique français (° 28 août 1803).
  - Aimé Henri Faton de Favernay, homme politique français (° 9 mars 1827).
- 26 mai :
  - André Kaggwa, martyr et saint ougandais (° vers 1856).
  - Paul-Gustave Herbinger, militaire français (° 7 décembre 1839).
- 28 mai :
  - John Russell Bartlett, linguiste et historien américain (° 23 octobre 1805).
  - Friedrich Michelis, philosophe et théologien allemand (° 27 juillet 1815).
  - Alfred de Vergnette de Lamotte, homme politique et viticulteur français (° 5 juillet 1806).
- 29 mai : Édouard Denis-Dumont, médecin français (° 23 février 1830).
- 30 mai : Paolo Ier Bertoleoni, roi du Royaume de Tavolara (° 1815).

### Juin
- 1er juin : Henri Louis Duret, ingénieur civil français (° 14 juillet 1849).
- 3 juin :
  - Ernest David, musicologue français (° 4 juillet 1824).
  - Achille Kiwanuka, martyr et saint ougandais (° 1869).
  - Kizito, martyr et saint ougandais (° 1872).
  - Adolphe Ludigo Mkasa, martyr ougandais (° 1861).
  - Charles Lwanga, martyr et saint ougandais (° 1865).
- 4 juin :
  - Jacques Adert, helléniste et journaliste français (° 7 février 1817).
  - Emmanuel Brune, architecte français (° 30 décembre 1836).
- 5 juin :
  - Llewellyn Jewitt, illustrateur et graveur britannique (° 24 novembre 1816).
  - Antonio Varas, homme politique chilien (° 13 juin 1817).
- 6 juin :
  - Carl Jungheim, peintre allemand (° 6 février 1830).
  - Charles Léon Ernest Le Clerc de Juigné, homme politique français (° 16 avril 1825).
- 7 juin :
  - Jules Devaux, diplomate belge (° 1er mai 1828).
  - Giuseppe Finzi, homme politique italien (° 17 février 1815).
  - Richard March Hoe, inventeur américain (° 12 septembre 1812).
  - Benjamin Lipman, rabbin français (° 9 octobre 1819).
  - Paul Augustin Serval, explorateur français (° 24 novembre 1832).
- 8 juin :
  - Louis Dein, homme politique français (° 28 mars 1819).
  - Louis de Bourbon-Siciles, prince des Deux-Siciles (° 1er août 1838).
  - Constantin Mils, peintre français (° 27 décembre 1816).
- 9 juin : Erminnie A. Smith, géologue et anthropologue américaine (° 1836).
- 10 juin : 
  - Joseph Pourcet, général et homme politique français (° 19 mars 1813).
  - Florencio Rodríguez Vaamonde, homme politique espagnol (° 22 février 1807).
- 11 juin :
  - Paul Boiteau, économiste et écrivain français (° 25 novembre 1830).
  - Léon Cabanes, homme politique français (° 28 janvier 1840).
  - Thomas Francis Hendricken, évêque américain (° 5 mai 1827).
  - Alexandre de Lavrignais, homme politique français (° 2 septembre 1805).
- 12 juin :
  - Georges Ferdinand de Condé, homme politique français (° 4 août 1810).
  - Léon Laurent-Pichat, homme de lettres et homme politique français (° 11 juillet 1823).
- 13 juin :
  - Bernhard von Gudden, psychiatre allemand (° 7 juin 1824).
  - Louis II, roi de Bavière (° 25 août 1845).
  - Johannes Neumann, homme politique allemand (° 1er juin 1817).
- 14 juin :
  - Jules Hoüel, mathématicien français (° 7 avril 1823).
  - Jacob Wrey Mould, architecte américain (° 7 août 1825).
  - Alexandre Ostrovski, dramaturge russe (° 12 avril 1823).
- 15 juin :
  - Louis Marie Palazzolo, prêtre catholique italien (° 10 décembre 1827).
  - Charles-Joseph Pariset, notaire français (° 22 mai 1807).
  - Louis Simonin, ingénieur et explorateur français (° 22 août 1830).
- 16 juin :
  - Édouard Cunitz, théologien français (° 29 août 1812).
  - Peter Joseph Elvenich, théologien allemand (° 29 janvier 1796).
  - Alexander Stuart, homme politique britannique (° 21 mars 1824).
- 18 juin :
  - Charles James Fox Bunbury, naturaliste britannique (° 4 février 1809).
  - Félix Imbaud de La Rivoire de La Tourrette, homme politique français (° 26 janvier 1812).
- 19 juin : 
  - Hobart Pacha, officier de marine britannique (° 1er avril 1822).
  - Charles Trevelyan, administrateur colonial britannique (° 2 avril 1807).
- 20 juin :
  - Jules-Denis Le Hardy du Marais, évêque français (° 7 janvier 1833).
  - César Poulain, industriel et homme politique français (° 27 novembre 1822).
- 21 juin :
  - Hugh Welch Diamond, psychiatre et photographe britannique (° 1808 ou 1809).
  - Daniel Dunglas Home, médium écossais (° 20 mars 1833).
- 22 juin : Henry Fletcher Hance, botaniste britannique (° 4 août 1827).
- 23 juin : Pierre Cottin, peintre et graveur français (° 16 avril 1823).
- 24 juin : 
  - Paul Louis Séraphin Jenoudet, peintre français (° 21 mars 1853).
  - William King, géologue britannique (° 22 avril 1809).
- 25 juin :
  - Auguste Achintre, journaliste et essayiste canadien (° 19 mars 1834).
  - Jean-Louis Beaudry, homme politique canadien (° 27 mars 1809).
  - Eugène Dutuit, historien de l'art et collectionneur français (° 7 avril 1807).
  - Marius Moustier, explorateur français (° 24 juin 1852).
  - Pascal Sébah, photographe ottoman (° 1823).
  - Friedrich Voltz, peintre allemand (° 31 octobre 1817).
- 26 juin : David Davis, homme politique américain (° 9 mars 1815).
- 28 juin : Bonaventure Vigo, homme politique français (° 1836).
- 29 juin :
  - Louis Brébant, médecin français (° 13 janvier 1827).
  - Louis Eugène Gaultier de La Richerie, administrateur colonial français (° 12 juin 1820).
  - Adolphe Monticelli, peintre français (° 14 octobre 1824).
- 30 juin : William Worthington Jordaan, explorateur de la colonie du Cap (° 1849).

### Juillet
- 1er juillet : Otto Wilhelm Hermann von Abich, géologue et minéralogiste allemand (° 11 décembre 1806).
- 2 juillet : 
  - Jean-Baptiste Brochier, homme politique français (° 25 avril 1829).
  - Ettore Caporali, mathématicien italien (° 17 août 1855).
- 3 juillet :
  - Kenneth R. H. Mackenzie, linguiste et écrivain britannique (° 31 octobre 1833).
  - Marie Anne Mogas Fontcuberta, religieuse espagnole (° 13 janvier 1827).
  - Hermann von Redern, militaire allemand (° 5 octobre 1819).
- 4 juillet :
  - Arisugawa Takahito, prince japonais (° 17 février 1813).
  - François-Xavier Gautrelet, jésuite français (° 15 février 1807).
  - Pitikwahanapiwiyin, chef amérindien (° vers 1842).
- 5 juillet :
  - Charles Baugniet, artiste belge (° 27 février 1814).
  - Prosper Morey, architecte français (° 27 décembre 1805).
- 6 juillet : Paul Hamilton Hayne, poète américain (° 1er janvier 1830).
- 7 juillet :
  - Jacques Louis Battmann, organiste et compositeur français (° 25 août 1818).
  - Angelico Fabbri, homme politique italien (° 22 août 1822).
- 8 juillet :
  - Joseph Hippolyte Guibert, prélat catholique français (° 13 décembre 1802).
  - Cora Pearl, demi-mondaine britannique (° 17 décembre 1836).
- 9 juillet :
  - Nicolas Prosper Bourée, diplomate français (° 26 mars 1811).
  - Jean Pechaud, malacologiste français (° 31 octobre 1823).
- 10 juillet :
  - Henry Kirke Brown, sculpteur américain (° 24 février 1814).
  - Agnès de Wurtemberg, princesse et écrivaine allemande (° 13 octobre 1835).
- 11 juillet :
  - Jean-Baptiste Chatigny, sculpteur et peintre français (° 19 janvier 1834).
  - Edward Kerrison, homme politique britannique (° 2 janvier 1821).
  - Jules Malou, homme politique belge (° 19 octobre 1810).
- 12 juillet :
  - Ferdinand Berthier, enseignant et personnalité de la culture sourde français (° 30 septembre 1803).
  - Tomás Villalba, homme politique uruguayen (° 9 décembre 1805).
- 13 juillet :
  - Pierre-Henri Bouchy, ecclésiastique français (° 3 novembre 1818).
  - Charlotte de Bourbon, aristocrate française (° 13 juillet 1808).
  - Wilhelm Hillebrand, botaniste allemand (° 13 novembre 1821).
  - Clara Maffei, salonnière italienne (° 13 mars 1814).
  - John Leighton Wilson, missionnaire américain (° 25 mars 1809).
- 17 juillet : David Stevenson, ingénieur britannique (° 11 janvier 1815).
- 19 juillet : Cesário Verde, poète portugais (° 25 février 1855).
- 20 juillet :
  - Jules Cayrade, homme politique français (° 5 avril 1840).
  - Jean-Louis Gintrac, peintre, dessinateur et lithographe français (° 7 novembre 1808).
  - Charles Jourdain, philosophe français (° 24 juillet 1817).
  - Jacob Karsman, activiste flamingant néerlandais (° 22 janvier 1818).
- 21 juillet :
  - Oronzio De Donno, homme politique italien (° 17 octobre 1819).
  - Abel Desjardins, historien français (° 26 juillet 1814).
  - Karl von Piloty, peintre allemand (° 1er octobre 1826).
- 22 juillet : Désiré Médéric Le Blond, homme politique français (° 9 mai 1812).
- 23 juillet : François-Xavier Riehl, évêque et missionnaire français (° 5 janvier 1835).
- 24 juillet : 
  - Antoine Treuille de Beaulieu, militaire français (° 7 mai 1809).
  - Karl von Willisen, général allemand (° 19 octobre 1819).
- 25 juillet : Eugène-Pierre de Fontaine, homme politique français (° 15 mai 1825).
- 26 juillet : Alexandre Croisez, harpiste et compositeur français (° 9 mai 1814).
- 27 juillet :
  - Charles Hugot, peintre français (° 7 février 1815).
  - Elisa Lynch, maîtresse du président paraguayen Francisco Solano López (° 6 mars 1835).
  - Jules Schefer, diplomate français (° 8 août 1830).
- 28 juillet :
  - Mazaé Azéma, médecin et homme politique français (° 17 juillet 1823).
  - Edmond Berlet, homme politique français (° 18 octobre 1837).
- 29 juillet :
  - Alexandre Lacauchie, graveur et peintre français (° 22 février 1814).
  - Maxime Lalanne, graveur français (° 27 novembre 1827).
  - Adolf Müller senior, acteur et compositeur austro-hongrois (° 7 octobre 1801).
  - Niwa Nagahiro, samouraï japonais (° 17 avril 1859).
  - Robert Trudel, homme politique canadien (° 21 février 1820).
- 30 juillet : Shlomo Ganzfried, rabbin hongrois (° 1804).
- 31 juillet : Franz Liszt, compositeur et pianiste hongrois (° 22 octobre 1811).

### Août
- 3 août : Hubert Jules César Zuber, médecin militaire français (° 15 mai 1847).
- 4 août : 
  - Dunan Mousseux, auteur dramatique et chansonnier français (° 18 octobre 1825).
  - Samuel Jones Tilden, homme politique américain (° 9 février 1814).
  - Eléonore Vergeot, maitresse de Napoléon III (° 3 septembre 1820).
- 5 août : Robert Allen, général américain (° 15 mars 1811).
- 6 août :
  - Jean-François Abeloos, sculpteur et peintre belge (° 14 décembre 1819).
  - Henriette André-Walther, philanthrope française (° 14 juin 1807).
  - Charles Victor Oudart, fonctionnaire belge (° 2 février 1815).
  - Wilhelm Scherer, linguiste autrichien (° 26 avril 1841).
- 7 août : Paul Béranger, homme politique français (° 10 mai 1834).
- 9 août : 
  - Henri de Chacaton, peintre orientaliste français (° 30 juillet 1813).
  - Samuel Ferguson, poète irlandais (° 10 mars 1830).
- 10 août : 
  - Eduard Grell, compositeur et organiste allemand (° 6 novembre 1800).
  - George Busk, chirurgien et zoologiste britannique (° 12 août 1807).
- 11 août :
  - Lydia Koidula, poétesse estonienne (° 24 décembre 1843).
  - Ivan Ounkovski, amiral russe (° 29 mars 1822).
  - Dolores Tosta, première dame du Mexique (° 29 juin 1827).
- 12 août : Carl Plötz, entomologiste allemand (° 1814).
- 14 août :
  - Charles Gaslonde, homme politique français (° 13 mars 1812).
  - Edmond Laguerre, mathématicien français (° 9 avril 1834).
  - Calinic Miclescu, prêtre orthodoxe et un homme politique roumain (° 16 avril 1822).
- 16 août : 
  - Cecilio Pizarro, peintre et graveur espagnol (° 1er avril 1818).
  - Râmakrishna, moine et philosophe indien (° 18 février 1836).
- 17 août :
  - Alexandre Boutlerov, chimiste russe (° 15 septembre 1828).
  - Henry O'Rielly, entrepreneur américain (° 6 février 1806).
  - Victor Pavie, écrivain français (° 1808).
- 18 août :
  - Adolphe Amouroux, notaire et homme politique français (° 12 avril 1836).
  - Edgar Bauer, philosophe allemand (° 7 octobre 1820).
  - Peter Burnitz, peintre allemand (° 14 janvier 1824).
  - Paul Dupont des Loges, prélat catholique et homme politique d'origine française (° 11 novembre 1804).
  - Philippe Fournier, homme politique suisse (° 4 juillet 1818).
- 19 août :
  - François Grivet, ingénieur et architecte français (° 25 décembre 1825).
  - Gustave Meurant, architecte français (° 30 novembre 1819).
  - Edmond Régnier, rentier et homme d'affaires français (° 11 février 1822).
- 20 août : 
  - Ralph Neville-Grenville, homme politique britannique (° 27 février 1817).
  - Charles Savy, archéologue français (° 9 juin 1816).
  - Ann S. Stephens, écrivaine américaine (° 30 mars 1810).
- 23 août : 
  - Félix-Étienne Ledent, musicien belge (° 17 novembre 1816).
  - Henry Hopkins Sibley, général américain (° 25 mai 1816).
- 24 août :
  - François La Vieille, homme politique français (° 20 janvier 1829).
  - Marie de l'Incarnation Rosal, religieuse guatémaltèque (° 27 octobre 1815).
- 25 août : 
  - Charles Callahan Perkins, historien de l'art et graveur américain (° 1er mars 1823).
  - Zinóvios Válvis, homme politique grec (° 1800).
- 27 août : Antoine Auguste Barthélémy, homme politique français (° 18 avril 1802).
- 28 août :
  - Camille Louis Husson, pharmacien et érudit français (° 7 mars 1843).
  - François-Gabriel Lépaulle, peintre français (° 21 janvier 1804).
  - Charles Soulier, photographe français (° 26 novembre 1816).
- 29 août : 
  - Elena d'Angri Vitturi, chanteuse italienne (° 14 mai 1821 ou 1824).
  - Henry Lennox, homme politique britannique (° 2 novembre 1821).
- 30 août :
  - Théodore Ghirardi, peintre français (° 29 juillet 1816).
  - George Henry Gordon, avocat et général américain (° 19 juillet 1823).
- 31 août : Victor Plessier, homme politique français (° 13 mars 1813).

### Septembre
- 1er septembre : 
  - Karl Renard, naturaliste allemand (° 22 avril 1809).
  - Betty de Rothschild, salonnière (° 5 juin 1805).
- 3 septembre : Marie Louise Velotti, religieuse italienne (° 26 novembre 1826).
- 4 septembre : 
  - Benjamin Franklin Cheatham, général américain (° 20 octobre 1820).
  - Agustina Gutiérrez Salazar, peintre chilienne (° 1851).
- 5 septembre : 
  - Hippolyte Michaud, peintre français (° 20 août 1823).
  - Samuel Morley, homme politique britannique (° 15 octobre 1809).
- 6 septembre : Simon d'Entremont, homme politique canadien (° 28 octobre 1788).
- 7 septembre : Joseph-Hugues Fabisch, sculpteur français (° 19 mars 1812).
- 8 septembre : Maurice Jean Auguste Girard, entomologiste français (° 13 septembre 1822).
- 9 septembre : 
  - G.F. Imbert, compositeur français (° 1er janvier 1812).
  - Léon de Jouvenel, homme politique français (° 25 septembre 1811).
- 10 septembre : 
  - John Liptrot Hatton, compositeur et chanteur britannique (° 12 octobre 1809).
  - Paul Soleillet, explorateur français (° 29 avril 1842).
- 11 septembre : 
  - Luigi Bisi, peintre italien (° 10 mai 1814).
  - Eduard Robert Flegel, explorateur allemand (° 13 octobre 1852).
- 12 septembre : 
  - John McMillan, homme politique canadien (° 4 août 1816).
  - Rowland Mason Ordish, ingénieur britannique (° 11 avril 1824).
- 13 septembre : 
  - Louis-Hector Allemand, peintre français (° 5 août 1809).
  - James Metcalfe, homme politique canadien (° 1822).
- 14 septembre : Gurdon Saltonstall Hubbard, homme d'affaires américain (° 22 août 1802).
- 15 septembre : 
  - Blanche Feillet-Hennebutte, peintre, dessinatrice et lithographe française (° 5 novembre 1815).
  - Carmine Gori-Merosi, prélat catholique italien (° 15 février 1810).
- 16 septembre : 
  - Jean-Baptiste Camoin, homme d'affaires français (° 25 novembre 1819).
  - Joseph de Carayon-Latour, homme politique français (° 10 août 1824).
  - Louis Decazes, homme politique français (° 29 mai 1819).
- 17 septembre : Asher Brown Durand, peintre et graveur américain (° 21 août 1796).
- 18 septembre : Alphonse Bottard, homme politique français (° 16 avril 1819).
- 19 septembre : Edward von Steinle, peintre allemand (° 2 juillet 1810).
- 20 septembre : Edmond Ansart, homme politique français (° 14 novembre 1827).
- 21 septembre : Alexandre Adam, homme politique français (° 1er octobre 1790).
- 22 septembre : 
  - Dabulamanzi kaMpande, militaire zoulou (° octobre 1839).
  - Joseph-Émile Lequime, médecin belge (° 19 février 1802).
- 23 septembre : Thomas Webster, peintre britannique (° 10 mars 1800).
- 24 septembre : Jules Duboscq, photographe français (° 5 mars 1817).
- 25 septembre : 
  - Ernest de Blosseville, homme politique français (° 19 juillet 1799).
  - Charles D. Robinson, homme politique américain (° 22 octobre 1822).
- 26 septembre : Hippolyte Castille, journaliste et écrivain français (° 8 novembre 1820).
- 27 septembre : 
  - Pierre de Breyne, homme politique belge (° 17 avril 1801).
  - Octave François Charles Didelot, officier de marine français (° 2 décembre 1812).
- 29 septembre : Hippolyte Rimbaut, dramaturge français (° 29 février 1808).
- 30 septembre : 
  - Franz Adam, peintre allemand (° 4 mai 1815).
  - Joseph-Émile Belot, historien français (° 24 septembre 1829).
  - Eduard von Bomhard, homme politique allemand (° 2 octobre 1809).
  - Botho von Hülsen, intendant de théâtre allemand (° 10 décembre 1815).
  - Bedford Clapperton Trevelyan Pim, amiral, explorateur et homme politique britannique (° 12 juin 1826).

### Octobre
- ? octobre : Hippolyte Piquet, homme politique français (° 5 juin 1815).
- 1er octobre : 
  - Anatole-Cyprien Coffard, négociant et homme politique français (° 4 octobre 1819).
  - William Hepworth Thompson, universitaire britannique (° 27 mars 1810).
- 2 octobre : Juvénal Viellard, homme politique français (° 21 novembre 1803).
- 4 octobre : 
  - George French Angas, illustrateur et naturaliste britannique (° 25 avril 1822).
  - Germain Demay, archiviste et sigillographe français (° 15 janvier 1819).
- 5 octobre : Ernest-Eugène Hiolle, sculpteur français (° 5 mai 1834).
- 6 octobre : 
  - Victor Cochinat, avocat et journaliste français (° 19 janvier 1819).
  - Pierre-Louis Morin, architecte français (° 21 février 1811).
  - Samba Laobé Fall, Damel du royaume de Cayor (° ?).
- 7 octobre : 
  - William Barnes, prêtre anglican et écrivain britannique (° 22 février 1801).
  - Gideon Jacques Denny, peintre américain (° 15 juillet 1830).
  - Antonio Romero y Andía, compositeur et clarinettiste espagnol (° 11 mai 1815).
- 9 octobre : 
  - José Casado del Alisal, peintre espagnol (° 24 mars 1832).
  - Alexis Didier, médium français (° 30 mars 1826).
  - Jean-Jacques Uhrich, général de division français (° 15 février 1802).
  - Zacharie Vincent, peintre canadien (° 28 janvier 1815).
- 10 octobre : 
  - Adalbert Deganne, ingénieur et homme politique français (° 22 octobre 1817).
  - Barthélémy Ferrary, homme politique français (° 25 avril 1827).
  - Albert Humbert, écrivain et journaliste français (° 24 février 1835).
  - David Levy Yulee, homme politique américain (° 12 juin 1810).
  - Johann Evangelist Wagner, prêtre et vénérable catholique allemand (° 5 décembre 1807).
- 12 octobre : Shlomo Zalman Abel, rabbin lituanien (° 11 mars 1857).
- 13 octobre : Ludovic d'Ursel, homme politique belge (° 28 février 1809).
- 15 octobre : 
  - Grégoire Bibesco-Brancovan, prince franco-roumain (° 12 décembre 1827).
  - Mordekhai Tsvi Mane, poète et peintre russe (° 5 mai 1859).
  - Gustave Masure, journaliste et homme politique français (° 17 juin 1836).
- 16 octobre : 
  - Adolphe Daguenet, homme politique français (° 8 juillet 1801).
  - Henri Mercier, diplomate français (° 29 novembre 1816).
  - Mayer Carl von Rothschild, banquier allemand (° 5 août 1820).
  - John Short, homme politique canadien (° 4 juillet 1836).
- 18 octobre : 
  - Heinrich Ahrens, entrepreneur allemand (° 21 décembre 1842).
  - Ernest Brudenell-Bruce, homme politique britannique (° 8 janvier 1811).
  - Nikolaï Makovski, peintre russe (° 10 mai 1841).
- 19 octobre : 
  - Louis-Xavier Gargan, inventeur français (° 20 janvier 1816).
  - Alexandre Vührer, fonctionnaire et patron de presse français (° 11 avril 1817).
- 20 octobre : Francesco Scaramuzza, peintre et poète italien (° 14 juillet 1803).
- 21 octobre : 
  - Jules Bouis, chimiste français (° 2 avril 1822).
  - Jules Delelis, homme politique français (° 3 juin 1827).
  - Frederick Guthrie, physicien britannique (° 15 octobre 1833).
  - José Hernández, poète argentin (° 10 novembre 1834).
- 22 octobre : 
  - Ernest Desjardins, géographe et historien français (° 30 septembre 1823).
  - Adolf Lüderitz, commerçant allemand (° 16 juillet 1834).
  - Pierre Rossier, photographe suisse (° 16 juillet 1829).
  - Albert Wigand, botaniste allemand (° 21 avril 1821).
- 23 octobre : 
  - Friedrich Ferdinand von Beust, homme politique autrichien (° 13 janvier 1809).
  - Madame Leménil, actrice française (° 1805).
- 24 octobre : Salvatore Mazza, peintre italien (° 19 avril 1819).
- 25 octobre : 
  - Alexandre Abramov, général russe (° 28 août 1836).
  - Étienne Médal, homme politique français (° 15 octobre 1812).
  - François Mouly, sculpteur français (° 21 septembre 1846).
- 26 octobre : Lat Dior, Damel du royaume de Cayor (° 1842).
- 27 octobre : 
  - Robert Collier, homme politique et juge britannique (° 21 juin 1817).
  - Hermann von Wichmann, général de cavalerie allemand (° 15 décembre 1820).
- 28 octobre : Frédéric-Désiré Hillemacher, graveur français (° 23 juin 1811).
- 29 octobre : George Byng, homme politique britannique (° 8 juin 1806).

### Novembre
- 1er novembre : Eugène Lachat, évêque suisse (° 14 octobre 1814).
- 2 novembre : 
  - Théodore Aubanel, poète français (° 26 mars 1829).
  - Pierre Foissac, médecin français (° 6 décembre 1801).
  - Wilhelm Loewe, médecin et homme politique allemand (° 14 novembre 1814).
- 3 novembre : 
  - Félix Belly, journaliste et ingénieur français (° 27 octobre 1816).
  - Alexandre Vassilievitch Golovnine, homme politique russe (° 25 mars 1821).
  - Joseph-Urbain Mélin, peintre français (° 14 février 1814).
  - Henri Moisy, linguiste français (° 16 janvier 1815).
- 4 novembre : James Martin, homme politique et juge australien (° 14 mai 1820).
- 6 novembre : George Barrington, homme politique britannique (° 14 février 1824).
- 7 novembre :
  - Louis Dupuy de Belvèze, homme politique français (° 11 février 1809).
- 8 novembre : Josiah Charles Hughes, homme politique canadien (° 5 mai 1843).
- 9 novembre : 
  - Jan-Daniel Georgens, pédagogue allemand (° 12 juin 1823).
  - Hippolyte Goyon, notaire et homme politique français (° 20 juillet 1800).
- 10 novembre : 
  - Filipina Brzezińska-Szymanowska, pianiste et compositrice polonaise (° 1er janvier 1800).
  - William Henry Silvester, photographe britannique (° 15 septembre 1814).
- 11 novembre : 
  - Paul Bert, médecin et homme politique français (° 19 octobre 1833).
  - Charles-Arthur Bourgeois, sculpteur français (° 19 mai 1838).
  - Gustav Adolf Fischer, explorateur et naturaliste allemand (° 3 mars 1848).
  - Matsudaira Chikayoshi, samouraï japonais (° 10 janvier 1829).
  - Alexander von Schoeller, homme d'affaires germano-autrichien (° 12 juin 1805).
- 12 novembre : 
  - William Cole, homme politique et paléontologue britannique (° 25 janvier 1807).
  - Francis Fry, industriel britannique (° 28 octobre 1803).
  - Archibald Alexander Hodge, pasteur américain (° 18 juillet 1823).
- 14 novembre : 
  - Patrick Proctor Alexander, écrivain et philosophe écossais (° 1823).
  - Alexandre-Émile Béguyer de Chancourtois, géologue et minéralogiste français (° 20 janvier 1820).
  - Édouard Dalloz, homme politique français (° 24 mai 1826).
  - Benoît Jouvin, journaliste et critique musical français (° 21 janvier 1810).
- 15 novembre : 
  - Sergueï Ammossov, peintre russe (° 15 juin 1837).
  - Gustav Heine von Geldern, éditeur de presse autrichien (° 1803 - 1805).
  - Ludwig Rose, homme politique allemand (° 28 avril 1819).
  - Lucy Say, naturaliste et illustratice scientifique américaine (° 28 novembre 1800).
- 17 novembre : 
  - Camille Dognin, industriel et botaniste français (° 28 janvier 1812).
  - Gustave Lassalle-Bordes, peintre français (° 1814 - 1815).
  - Nanine Souvestre-Papot, écrivaine française (° 17 décembre 1806).
- 18 novembre : 
  - Chester A. Arthur, 21e président des États-Unis (° 5 octobre 1829).
  - Rudolf Joukovski, peintre russe (° 1814).
  - Pierre Semenenko, théologien polonais (° 16 juin 1814).
- 19 novembre : 
  - Eugène Petit, peintre français (° 8 juillet 1838).
  - Mathias Schiff, sculpteur français (° 15 janvier 1862).
- 20 novembre : Rebecca Solomon, peintre britannique (° 26 septembre 1832).
- 21 novembre : 
  - Charles Francis Adams, Sr., avocat et homme politique américain (° 18 octobre 1807).
  - Eugène Rambert, écrivain et naturaliste suisse (° 6 avril 1830).
  - Johannes Scherr, écrivain et historien allemand (° 3 octobre 1817).
- 22 novembre : 
  - Mary Boykin Chesnut, écrivaine américaine (° 31 mars 1823).
  - Jules Rieffel, ingénieur agronome français (° 5 décembre 1806).
- 23 novembre : 
  - Omer Ablay, général belge (° 16 février 1801).
  - Marguerite Bellanger, actrice français (° 9 juin 1838).
  - Louis-Charles-Emmanuel de Coëtlogon, militaire et écrivain français (° 10 août 1814).
  - Leopold Kompert, écrivain autrichien (° 15 mai 1822).
- 24 novembre : 
  - Victor Deroche, peintre français (° 10 décembre 1823).
  - Jean Laurent, photographe français (° 23 juillet 1816).
  - Francis Spencer, homme politique britannique (° 6 octobre 1802).
- 25 novembre : 
  - Isidore Laurent Deroy, peintre et lithographe français (° 13 avril 1797).
  - Ričard Karlovič Maak, naturaliste, géographe et anthropologue russe (° 4 septembre 1825).
- 26 novembre : 
  - Jean-Claude Esparon, médailleur français (° 15 septembre 1823).
  - Giuseppe Guerzoni, patriote et écrivain italien (° 27 février 1835).
  - Édouard Lièvre, dessinateur, peintre et graveur français (° 22 septembre 1828).
- 27 novembre : François Robitaille, prêtre catholique (° 10 juin 1800).
- 28 novembre : 
  - Constant Cornelis Huijsmans, peintre et pédagogue néerlandais (° 1er janvier 1810).
  - Charles-Jean Seghers, évêque et missionnaire belge (° 26 décembre 1839).
- 29 novembre : 
  - Adolfo de Foresta, homme politique italien (° 26 novembre 1825).
  - John P. Gray, psychiatre américain (° 6 août 1825).
- 30 novembre : 
  - Acton Smee Ayrton, homme politique britannique (° 5 août 1816).
  - Dimítrios Válvis, homme politique grec (° 8 mai 1808).

### Décembre
- ? décembre : Charles-François Fontannes, géologue français (° 1839).
- 1er décembre : 
  - Henry Mark Anthony, peintre britannique (° 4 août 1817).
  - Marius Chavanne, homme politique français (° 18 février 1817).
  - Louis Henri de Gueydon, vice-amiral et homme politique français (° 22 novembre 1809).
  - Karl Jühlke, explorateur allemand (° 6 septembre 1856).
  - Emma Paterson, féministe et syndicaliste britannique (° 5 avril 1848).
  - Théophile Stern, compositeur et organiste français (° 24 juillet 1803).
  - Joachim Telliez-Béthune, homme politique français (° 8 mars 1818).
- 3 décembre : 
  - Vincent Amy, homme politique français (° 17 janvier 1813).
  - François Pittié, général et poète français (° 4 janvier 1829).
- 4 décembre : 
  - Charles Nicolas Friant, militaire français (° 3 janvier 1818).
  - Johann Georg Meyer, peintre allemand (° 28 octobre 1813).
  - Natalis de Wailly, historien, archiviste et bibliothécaire français (° 10 mai 1805).
  - Godefroid Xhrouet, commerçant belge (° 20 janvier 1833).
- 5 décembre : 
  - John Crampton, diplomate britannique (° 12 août 1805).
  - Petrus Hofstede de Groot, pasteur et théologien néerlandais (° 8 octobre 1802).
  - Alexandre Juliard, peintre français (° 3 mars 1817).
- 8 décembre : 
  - Leo Becker, homme politique allemand (° 14 mars 1840).
  - Balé Demba, monarque du royaume de Dubréka (° vers 1805)
  - William Fraser Tolmie, homme politique canadien (° 23 février 1812).
  - Isaac Lea, malacologiste et minéralogiste américain (° 4 mars 1792).
- 9 décembre : Alexandre Vuillemin, géographe français (° 1812).
- 10 décembre : 
  - Giovanni Busato, peintre italien (° 3 décembre 1806).
  - Marco Minghetti, homme politique italien (° 18 novembre 1818).
  - Eduard Moritz von Flies, militaire allemand (° 25 août 1802).
- 11 décembre : 
  - Félix Cottavoz, peintre français (° 5 avril 1810).
  - Johann Baptist Franzelin, cardinal autrichien (° 15 avril 1816).
- 12 décembre : 
  - Katherine Clerk Maxwell, physicienne britannique (° 1824).
  - Félicie de Fauveau, sculptrice française (° 24 janvier 1801).
  - Johan Nicolai Madvig, philologue et homme politique danois (° 7 août 1804).
- 14 décembre : 
  - Christophe Colard, architecte français (° 24 juillet 1805).
  - Noël-Jules Girard, sculpteur français (° 22 août 1816).
- 17 décembre : 
  - Charles Guillemaut, général et homme politique français (° 18 septembre 1809).
  - Matsudaira Yoritaka, daimyo japonais (° 17 mars 1810).
- 18 décembre : Pierre Van Tieghem de Ten Berghe, homme politique belge (° 18 décembre 1804)
- 19 décembre : Michele Rapisardi, peintre italien (° 27 décembre 1822).
- 20 décembre : Johann Horner, ophtalmologue suisse (° 27 mars 1831).
- 21 décembre : 
  - Lucien Chatain, peintre et vitrailliste français (° 10 avril 1846).
  - Adrien Goffinet, aide de camp du roi Léopold II de Belgique (° 10 avril 1812).
- 22 décembre : Adèle Esquiros, journaliste féministe française (° 12 décembre 1819).
- 23 décembre : 
  - Arthur Edward Knox, ornithologue amateur britannique (° 28 décembre 1808).
  - Richard de Lédignan, militaire et homme politique français (° 14 août 1839).
- 24 décembre : Louis-Théodore Devilly, peintre français (° 28 octobre 1818).
- 26 décembre : 
  - Walerian Kalinka, prêtre et historien polonais (° 20 novembre 1826).
  - John Alexander Logan, militaire et homme politique américain (° 9 février 1826).
  - Theodor von Oppolzer, astronome autrichien (° 26 octobre 1841).
- 27 décembre : Sigmund Kolisch, journaliste autrichien (° 21 septembre 1816).
- 28 décembre : Jean Hubert, historien et bibliothécaire français (° 21 novembre 1807).
- 29 décembre : 
  - Alphonse de Boissieu, archéologue français (° 11 décembre 1807).
  - Addison C. Gibbs, homme politique américain (° 9 juillet 1825).
  - Alois Pokorny, naturaliste et directeur de lycée autrichien (° 22 mai 1826).
- 30 décembre : Hans Alexis von Biehler, ingénieur militaire et général d'infanterie allemand (° 16 juin 1818).